# Marthe Sarbel
Marthe Pauline Sansonnet dite Marthe Sarbel, née le 16 août 1884 dans le 10e arrondissement de Paris et morte le 10 août 1976 à Saint-Jean-d'Angély, est une actrice française.

## Biographie
Décédée à l'âge de 91 ans, Marthe Sarbel était veuve depuis octobre 1951 de l'acteur Pierre Juvenet qu'elle avait épousé en juin 1922.

## Filmographie
- 1929 : Un soir au cocktail's bar, de Roger Lion
- 1930 : La place est bonne ! de Roger Lion
- 1930 : Le Roi de Paris, de Leo Mittler
- 1930 : La Femme d'une nuit de Marcel L'Herbier
- 1931 : Mon cœur incognito de André-Paul Antoine et Manfred Noa
- 1931 : Y'en a pas deux comme Angélique, de Roger Lion
- 1931 : Allô... Allô... de Roger Lion
- 1933 : Le Grillon du foyer de Robert Boudrioz
- 1933 : La Robe rouge de Jean de Marguenat
- 1933 : Pour être aimé, de Jacques Tourneur
- 1934 : Une fois dans la vie, de Max de Vaucorbeil
- 1934 : Fanatisme  de Tony Lekain et Gaston Ravel
- 1934 : Trois Balles dans la peau  de Roger Lion
- 1934 : Prince de minuit, de René Guissart
- 1934 : Maître Bolbec et son mari de Jacques Natanson
- 1934 : L'Aventurier de Marcel L'Herbier
- 1935 : Bout de chou, de Henry Wulschleger
- 1935 : Paris mes amours, de Alphonse-Lucien Blondeau
- 1935 : Le Train d'amour de Pierre Weill
- 1935 : La Coqueluche de ces dames de Gabriel Rosca
- 1938 : Alexis gentleman chauffeur de Max de Vaucorbeil
- 1941 : L'Étrange Suzy, de Pierre-Jean Ducis
- 1947 : Les Trois Cousines, de Jacques Daniel-Norman
- 1948 : Les souvenirs ne sont pas à vendre, de Robert Hennion
- 1949 : Maya, de Raymond Bernard
- 1953 : La Vie d'un honnête homme, de Sacha Guitry